# La calandria (film)
Pour l’article homonyme, voir La Calandria.
Pour plus de détails, voir Fiche technique et Distribution.
La calandria est une comédie italienne réalisée par Pasquale Festa Campanile et sortie en 1972.
Il s'agit d'une adaptation de la pièce La Calandria écrite par le cardinal Bernardo Dovizi da Bibbiena en 1513.

## Synopsis
Lidio, viril et bien doté, est surpris par le duc Ferruccio dans la chambre de sa femme Lucrezia, et mis au pilori. Pendant la punition, il parie avec le duc lui-même qu'il réussira à séduire Fulvia, la jeune épouse du riche vieillard Calandro, dans un délai d'un mois, au prix de ses parties génitales. En même temps, il est exilé de la ville pendant trente jours exactement. Il se déguise donc en dame de cour et parvient à entrer dans la maison de Calandro, engagé pour enseigner à Fulvia l'art de séduire son vieux mari impuissant et de pouvoir ainsi procréer. Il réussit à séduire la mariée et la servante. Calandro, lui, tombe amoureux de la fausse dame d'honneur et fait tout pour la séduire. Pour tromper le vieil homme et ne pas être chassé de la maison, Lidio décide de jouer le jeu en faisant semblant d'aimer Calandro.
Ce dernier, déguisé en femme et se croyant invisible grâce à l'aide de l'alchimiste Ruffo, rencontre secrètement Lidio. Fulvia feint de découvrir la liaison secrète de son mari et improvise une scène dans laquelle Calandro est battu par les deux. Dans sa fuite, Calandro est attaqué par deux ivrognes qui le violent ; Lidio et l'alchimiste corrompu lui font croire qu'elle est enceinte. Lidio, cependant, est emprisonné par Ferruccio après une farce brutale et pendu par les testicules sur la pointe des pieds ; épuisé, Lidio succombe à la fatigue et finit castré ; enfin, il est forcé de faire la seule chose pour laquelle il est doué : chanter dans le chœur des garçons de l'église.

## Fiche technique
- Titre original : La calandria[1]
- Réalisation : Pasquale Festa Campanile
- Scénario : Ottavio Jemma (it), Gianfranco Clerici, Pasquale Festa Campanile d'après la pièce homonyme de Bernardo Dovizi da Bibbiena
- Photographie : Silvano Ippoliti (it)
- Montage : Gian Maria Messeri
- Musique : Gianni Ferrio
- Décors : Giancarlo Bartolini Salimbeni (it)
- Sociétés de production : Filmes Cinematografica
- Pays de production : Italie
- Langue originale : italien
- Format : Couleurs
- Genre : comédie
- Durée : 103 minutes
- Date de sortie : 
  - Italie : 21 décembre 1972

## Distribution
- Lando Buzzanca : Lidio
- Barbara Bouchet : Lucrezia
- Salvo Randone : Calandro
- Agostina Belli : Fulvia
- Mario Scaccia : Ruffo
- Giusi Raspani Dandolo : Nanna
- Cesare Gelli : Duc Ferruccio Consagra
- Grazia Maria Spina : Clizia, la servante
- Roberto Antonelli (it) : Fessenio
- Toni Ucci : roturier
- Giuliana Calandra : madone Aurora
- Franco Fantasia : bargello
- Clara Colosimo :
- Lorenzo Piani : ami de Ferruccio
- Stefano Oppedisano : ami de Ferruccio
- Ignazio Leone : ivrogne